# 白令海塔拉綿鳚
白令海塔拉绵鳚，為輻鰭魚綱鱸形目绵鳚亞目绵鳚科的其中一種，分布於西北太平洋區的白令海海域，屬底棲性魚類。